# Gryllus bicolor
Gryllus bicolor är en insektsart som beskrevs av Henri Saussure 1874. Gryllus bicolor ingår i släktet Gryllus och familjen syrsor. Inga underarter finns listade i Catalogue of Life.